# 里姆巴赫河
52°12′40″N 12°20′33″E / 52.21121°N 12.34261°E

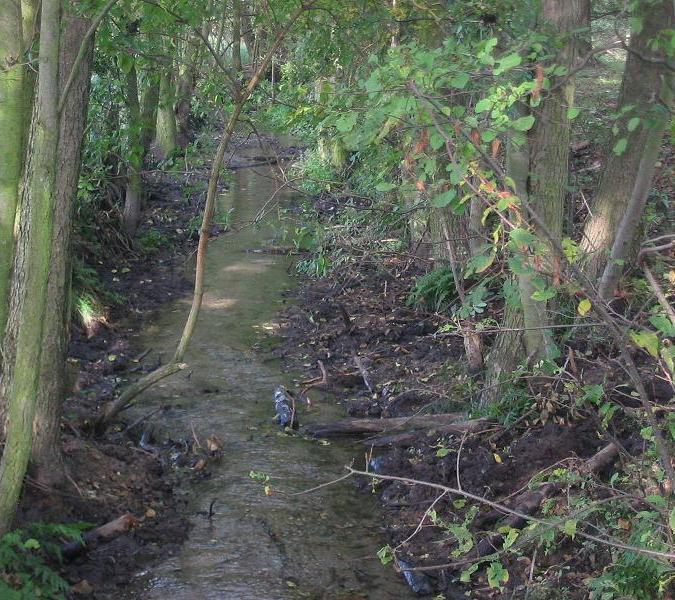

里姆巴赫河（德語：Riembach），是德國的河流，位於該國東北部，由勃蘭登堡州負責管轄，屬於布考河的支流，河道全長6.6公里，流域面積53.55平方公里，發源自格爾茨克以東。